# Космово
Ко́смово (рос. Космово) — присілок у складі Міжріченського району Вологодської області, Росія. Входить до складу Сухонського сільського поселення.

## Населення
Населення — 45 осіб (2010; 44 у 2002).
Національний склад (станом на 2002 рік):
- росіяни — 84 %